# Курган (Середино-Будский район)
Курган (укр. Курган) — село,
Каменский сельский совет,
Середино-Будский район,
Сумская область,
Украина.
Код КОАТУУ — 5924482204. Население по данным 1988 года составляло 20 человек.
Село ликвидировано в 2007 году .

## Географическое положение
Село Курган находится на расстоянии в 1,5 км от села Каменка.
Рядом проходят автомобильная дорога Т-1915 и железная дорога, станция Решающий в 3-х км.

## История
- 2007 — село ликвидировано [1].